# Ossie Stewart
Simon Stewart, detto Ossie (Surbiton, 31 gennaio 1954), è un ex velista britannico, vincitore della medaglia di bronzo ai Giochi olimpici di Barcellona 1992 nel soling insieme a Lawrie Smith e Robert Cruikshank.

## Palmarès
- Giochi olimpici

Barcellona 1992: argento nel soling.